# لارس بلکر
لارس بلکر (انگلیسی: Lars Bleker؛ زادهٔ ۲۸ ژوئن ۱۹۹۴) بازیکن فوتبال اهل آلمان است.
از باشگاه‌هایی که در آن بازی کرده‌است می‌توان به باشگاه فوتبال اسنابروک اشاره کرد.